# 出撃した日本の特攻隊の一覧
出撃した日本の特攻隊の一覧（しゅつげきしたにほんのとっこうたいのいちらん）は、日本軍の特別攻撃隊のうち出撃したものの一覧である。

## 航空（対艦船特攻）

### 未帰還が出た隊
参考文献

#### フィリピン
| 出撃日         | 海軍所属隊                                              | 未帰還数            | 陸軍所属隊                         | 未帰還数                   |
| -------------- | ------------------------------------------------------- | ------------------- | ---------------------------------- | -------------------------- |
| 1944年10月21日 | 大和隊                                                  | 零戦2               |                                    |                            |
| 1944年10月25日 | 朝日隊 山桜隊 菊水隊 大和隊 敷島隊 彗星隊 若櫻隊        | 零戦17 彗星1        |                                    |                            |
| 1944年10月26日 | 大和隊                                                  | 零戦5               |                                    |                            |
| 1944年10月27日 | 大和隊 義烈隊 忠勇隊 純忠隊 誠忠隊                      | 零戦2 彗星6 99艦爆5 |                                    |                            |
| 1944年10月28日 | 純忠隊                                                  | 99艦爆1             |                                    |                            |
| 1944年10月29日 | 初桜隊 至誠隊 零戦隊 義烈隊 中勇隊 神武隊 神兵隊        | 零戦3 彗星2 99艦爆8 |                                    |                            |
| 1944年10月30日 | 葉桜隊                                                  | 零戦6               |                                    |                            |
| 1944年11月1日  | 天兵隊 至誠隊 神兵隊 零戦隊 桜花隊 梅花隊               | 零戦2 99艦爆6       |                                    |                            |
| 1944年11月5日  | 左近隊 白虎隊                                           | 零戦5               |                                    |                            |
| 1944年11月6日  | 鹿島隊                                                  | 99艦爆2             |                                    |                            |
| 1944年11月7日  |                                                         |                     | 富嶽隊                             | 四式重1                    |
| 1944年11月9日  | 第2朱雀隊                                               | 零戦2               |                                    |                            |
| 1944年11月11日 | 神武隊 神崎隊                                           | 99艦爆2             |                                    |                            |
| 1944年11月12日 | 時宗隊 第2白虎隊 第2桜花隊 第5.第6聖武隊 梅花隊         | 零戦24              |                                    |                            |
| 1944年11月13日 | 正行隊                                                  | 零戦4               | 富嶽隊                             | 四式重1                    |
| 1944年11月14日 | 山本隊                                                  | 零戦2               |                                    |                            |
| 1944年11月15日 |                                                         |                     | 富嶽隊 万朶隊                      | 四式重1 99双軽2            |
| 1944年11月18日 | 第8聖武隊                                               | 零戦5               |                                    |                            |
| 1944年11月19日 | 第9聖武隊 高徳隊 501飛行隊                              | 零戦4 銀河3         | 万朶隊                             | 99双軽2                    |
| 1944年11月21日 | 第5神風隊                                               | 銀河1               |                                    |                            |
| 1944年11月24日 |                                                         |                     | 靖国隊                             | 一式戦1                    |
| 1944年11月25日 | 第3高徳隊 笠置隊 吉野隊 強風隊 疾風隊                   | 零戦16 銀河6 彗星2  |                                    |                            |
| 1944年11月26日 | 第10聖武隊 右近隊                                       | 零戦8               | 靖国隊                             | 一式戦1                    |
| 1944年11月27日 | 春日隊 第1御盾隊                                        | 零戦14 彗星2        | 八紘隊                             | 一式戦10                   |
| 1944年11月29日 |                                                         |                     | 靖国隊                             | 一式戦6                    |
| 1944年12月4日  | 怒涛隊                                                  | 銀河1               |                                    |                            |
| 1944年12月5日  | 第11聖武隊                                              | 零戦3               | 石腸隊 一宇隊 鉄心隊               | 一式戦3 99襲10             |
| 1944年12月6日  | 第1桜井隊                                               | 零戦1               |                                    |                            |
| 1944年12月7日  | 千早隊 第5・第7桜井隊 颶風隊                            | 零戦11 彗星4 銀河6  | 勤皇隊 一宇隊 護国隊 八紘隊 靖国隊 | 二式双襲10 一式戦11        |
| 1944年12月8日  |                                                         |                     | 石腸隊                             | 99襲1                      |
| 1944年12月10日 |                                                         |                     | 丹心隊 勤皇隊                      | 一式戦7 二式双襲3          |
| 1944年12月11日 | 第1金剛隊                                               | 零戦4               |                                    |                            |
| 1944年12月12日 |                                                         |                     | 石腸隊 八紘隊 単心隊               | 一式戦2 99襲1              |
| 1944年12月13日 | 第2金剛隊                                               | 零戦3               | 一宇隊 第27戦隊                    | 一式戦1 99襲2              |
| 1944年12月14日 | 第3・第5・第6金剛隊                                     | 零戦14 彗星3        | 菊水隊第74・第95戦隊               | 100式重9                   |
| 1944年12月15日 | 第1草薙隊 第7・第9・第10金剛隊                          | 零戦20 彗星1 銀河2  | 旭光隊                             | 99双軽1                    |
| 1944年12月16日 | 第11金剛隊                                              | 零戦11              | 富嶽隊 鉄心隊 旭光隊               | 四式重1 99襲1 99双軽1      |
| 1944年12月17日 |                                                         |                     | 単心隊 精華隊                      | 一式戦3                    |
| 1944年12月18日 |                                                         |                     | 鉄心隊                             | 99襲1                      |
| 1944年12月20日 |                                                         |                     | 精華隊 若櫻隊 万朶隊               | 四式重1 99双軽2            |
| 1944年12月21日 |                                                         |                     | 殉義隊 旭光隊 小泉隊               | 一式戦8 二式双軽3          |
| 1944年12月22日 |                                                         |                     | 殉義隊 石腸隊                      | 一式戦1 99襲1              |
| 1944年12月25日 |                                                         |                     | 精華隊                             | 一式戦1                    |
| 1944年12月26日 |                                                         |                     | 靖国隊                             | 一式戦1                    |
| 1944年12月28日 | 第14金剛隊 月光隊                                       | 零戦3 月光1         |                                    |                            |
| 1944年12月29日 | 第15金剛隊                                              | 零戦4               | 鉄心隊 旭光隊 殉義隊               | 一式戦1 99襲1 99双軽1      |
| 1944年12月30日 |                                                         |                     | 進襲隊 皇華隊                      | 99襲5 二式双襲1            |
| 1945年1月3日   | 第30金剛隊 旭日隊                                       | 零戦2 彗星1         |                                    |                            |
| 1945年1月4日   | 旭日隊                                                  | 彗星2               | 一誠隊 進襲隊                      | 一式戦2 99襲1              |
| 1945年1月5日   | 第18金剛隊 旭日隊                                       | 零戦22              | 一誠隊 石腸隊 進襲隊               | 一式戦3 99襲4              |
| 1945年1月6日   | 第19・第20・第22・第23・第30金剛隊 旭日隊 八幡隊 金鵄隊 | 零戦38 天山1        | 鉄心隊 石腸隊 旭光隊 皇華隊 皇魂隊 | 99襲3 99双軽1 二式双軽2    |
| 1945年1月7日   | 第28・第29金剛隊 旭日隊                                 | 零戦12              | 殉義隊 若桜隊                      | 一式戦1 99双軽3            |
| 1945年1月8日   | 八幡隊                                                  | 天山1               | 皇魂隊 石腸隊 一誠隊 進襲隊 精華隊 | 一式戦6 二式双襲3 99襲5    |
| 1945年1月9日   | 第24・第25・第26金剛隊                                  | 零戦7               | 一誠隊                             | 一式戦2                    |
| 1945年1月10日  |                                                         |                     | 富嶽隊 皇魂隊 護国隊 皇華隊 精華隊 | 一式戦5 二式双襲2 四式重1  |
| 1945年1月12日  |                                                         |                     | 富嶽隊 旭光隊 皇華隊 精華隊 小泉隊 | 一式戦23 二式双襲2 99双軽5 |
| 1945年1月13日  |                                                         |                     | 精華隊                             | 一式戦2                    |

#### 台湾・硫黄島・ウルシー
| 出撃日        | 海軍所属隊                    | 未帰還数            | 陸軍所属隊   | 未帰還数 |
| ------------- | ----------------------------- | ------------------- | ------------ | -------- |
| 1945年1月14日 |                               |                     | 誠第15飛行隊 | 99双軽1  |
| 1945年1月15日 | 第1新高隊                     | 零戦1               |              |          |
| 1945年1月21日 | 一航艦零戦隊 新高隊 第3新高隊 | 零戦9 彗星8機       |              |          |
| 1945年1月23日 |                               |                     | 誠第15飛行隊 | 99双軽1  |
| 1945年1月31日 | 第2新高隊                     | 零戦1               |              |          |
| 1945年2月21日 | 第2御盾隊                     | 零戦12 彗星12 天山8 |              |          |
| 1945年3月1日  | 第2御盾隊                     | 彗星1               |              |          |
| 1945年3月11日 | 菊水部隊梓隊                  | 銀河24              |              |          |

#### 日本本土近海・沖縄
| 出撃日        | 海軍所属隊 | 未帰還数                                                     | 陸軍所属隊 | 未帰還数                                           |
| ------------- | --- | ------------------------------------------------------------ | --- | -------------------------------------------------- |
| 1945年3月18日 | 菊水彗星隊 菊水銀河隊 | 彗星27 銀河16                                                | |                                                    |
| 1945年3月19日 | 菊水彗星隊 菊水銀河隊 | 彗星23 銀河8                                                 | |                                                    |
| 1945年3月20日 | 菊水彗星隊 菊水銀河隊 | 彗星17 銀河3                                                 | |                                                    |
| 1945年3月21日 | 第1神雷攻撃隊 菊水銀河隊 | 一式陸18・桜花15 銀河15                                      | |                                                    |
| 1945年3月24日 | 小禄彗星隊 | 彗星2                                                        | |                                                    |
| 1945年3月25日 | 小禄彗星隊 勇武隊 忠誠隊 | 彗星3 銀河5                                                  | |                                                    |
| 1945年3月26日 | |                                                              | 誠第17飛行隊 第23飛行中隊 | 99軍偵6 三式戦8                                    |
| 1945年3月27日 | 第2菊水彗星隊 第1銀河隊 | 彗星12 銀河7                                                 | 誠第32飛行隊 赤心隊 | 99襲9 99軍偵2                                      |
| 1945年3月28日 | |                                                              | 赤心隊 | 99軍偵5                                            |
| 1945年3月29日 | 第2菊水彗星隊 | 彗星4                                                        | |                                                    |
| 1945年3月31日 | |                                                              | 誠第39飛行隊 | 一式戦5                                            |
| 1945年4月1日  | 第2神雷攻撃隊 第1大義隊 忠誠隊 | 一式陸6・桜花3 零戦6 彗星4                                   | 第17・第65戦隊 誠第17・第39飛行隊 第20・第23振武隊                                                                           | 一式戦1 三式戦7                                    |
| 1945年4月2日  | 第2大義隊 第1建武隊 第2銀河隊 | 零戦37 銀河5                                                 | 誠第114飛行隊 第20振武隊 飛行第66戦隊                                                                                        | 一式戦2 99襲1 2式双襲8                             |
| 1945年4月3日  | 第2建武隊 第3御盾252・601部隊 第3銀河 忠誠隊 第3大義隊 | 零戦29 彗星24 銀河8                                          | 誠第32飛行隊 第105戦隊 第22・第23・第62振武隊                                                                                | 一式戦1 三式戦6 99襲14                             |
| 1945年4月4日  | 第4大義隊 | 零戦6                                                        | |                                                    |
| 1945年4月5日  | 第5大義隊 | 零戦4                                                        | 第21振武隊 | 一式戦1                                            |
| 1945年4月6日  | 忠誠隊 勇武隊 第3建武隊 第1筑波隊 第1神剣隊 第1七生隊 第3御盾252・601部隊 第201彗星隊 菊水天山隊 第3御盾天山隊 第1八幡隊 第1護皇白鷺隊 第1正統隊 第1八幡護皇隊 第1草薙隊                         | 零戦85 彗星27機 99艦爆49 天山16機 97艦攻30 銀河4             | 誠第36・第37・第38飛行隊 第22・第43・第44・第62・第73・第1特別振武隊                                                         | 一式戦11 四式戦8 99襲17 98直協26                   |
| 1945年4月7日  | 第4建武隊 第3御盾252・第601・第706部隊 第4銀河隊 | 零戦30 彗星11 銀河12                                         | 第22・第29・第44・第46・第74・第75振武隊 司偵振武隊                                                                          | 一式戦4 99襲16 100司偵2                            |
| 1945年4月8日  | |                                                              | 誠第17飛行隊 第29・第42・第68振武隊                                                                                          | 97式戦2 一式戦3 99襲1                              |
| 1945年4月9日  | |                                                              | 第105戦隊 第42・第68振武隊                                                                                                   | 97式戦4 三式戦1                                    |
| 1945年4月10日 | |                                                              | 第30振武隊 | 99襲1                                              |
| 1945年4月11日 | 第5建武隊 第3御盾252・第601部隊 第210零戦隊 第5銀河隊 第210彗星隊 | 零戦50 銀河17 彗星9                                          | 第22・第46振武隊 第19・第105戦隊                                                                                             | 一式戦1 三式戦5 99襲1                              |
| 1945年4月12日 | 第3神雷攻撃隊 常磐忠義隊 第2護皇白鷺隊 第3八幡護皇隊 第2草薙隊 第2至誠隊 第2七生隊 | 零戦19 99艦爆20 97艦攻22 一式陸攻・桜花8                     | 誠第16飛行隊 誠第26戦隊 第20・第43・第46・第62・第69・第74・第75・第102・第103・第104・第1特別振武隊 司偵振武隊              | 97式戦4 一式戦8 四式戦2 99襲37 100司偵2            |
| 1945年4月13日 | 第9大義隊 | 零戦28                                                       | 第30・第46・第74・第75.第103・第104・第107振武隊                                                                             | 97式戦5 99襲13                                     |
| 1945年4月14日 | 第4神雷攻撃隊 第6建武隊 第1昭和隊 第2筑波隊 第2神剣隊 第10大義隊 | 零戦36 一式陸攻・桜花7                                       | 第29振武隊 | 一式戦2                                            |
| 1945年4月15日 | 第3御盾601部隊 | 零戦10                                                       | 第30・第46振武隊 | 99襲2                                              |
| 1945年4月16日 | 第5神雷攻撃隊 皇花隊 第3護皇白鷺隊 第3八幡護皇隊 天桜隊 菊水天桜隊 第2・第3・第4昭和隊 第3・第4七生隊 第3・第4神剣隊 第2菊水彗星隊 第6・第7銀河隊 第7・第8建武隊 第3筑波隊 第3御盾601部隊 忠誠隊 | 零戦74 彗星15 99艦爆17 97艦攻12 天山9 一式陸攻・桜花6 銀河20 | 誠第33飛行隊 第36・第38・第40・第42・第69・第75・第79・第106・第107・第108振武隊                                             | 97式戦 38 四式戦1 99襲2 99高練12                   |
| 1945年4月17日 | 第3御盾252・601部隊 第8銀河隊 第12大義隊 | 零戦25 彗星15 銀河3                                          | 第62戦隊 | 四式重2                                            |
| 1945年4月18日 | |                                                              | 第19戦隊 | 三式戦2                                            |
| 1945年4月22日 | 第3御盾252部隊 | 零戦8 彗星5                                                  | 第31・第79・第80・第81・第105・第109・第119振武隊 第19戦隊                                                                   | 97式戦 10 二式複戦5 三式戦3 99襲1 99高練23         |
| 1945年4月23日 | |                                                              | 第103・第105振武隊 | 97式戦1 99襲1                                      |
| 1945年4月26日 | |                                                              | 第81振武隊 第110戦隊 | 99高練1 四式重1                                    |
| 1945年4月27日 | |                                                              | 第36・第80・第109振武隊 誠第33飛行隊                                                                                         | 97式戦 1 四式戦5 99高練2                           |
| 1945年4月28日 | 第6神雷攻撃隊 八幡神忠隊 第1正気隊 白鷺赤忠隊 第3草薙隊 第2正統隊 忠誠隊 第15・第16大義隊 | 零戦11 彗星6 99艦爆22 97艦攻12 一式陸攻・桜花4 水偵2         | 第61・第67・第76・第77・第102・第104・第106・第108・第109振武隊 誠第34・第116・第119飛行隊 105戦隊                           | 97式戦28 二式複戦4 三式戦4 四式戦11 99襲2          |
| 1945年4月29日 | 琴平水心隊 第4筑波隊 第5七生隊 第5昭和隊 第9建武隊 | 零戦33                                                       | 第18・第19・第24・第77振武隊                                                                                                 | 97式戦1 一式戦11 二式双襲4                         |
| 1945年4月30日 | |                                                              | 第19戦隊 | 三式戦1                                            |
| 1945年5月1日  | |                                                              | 第23独立飛行中隊 | 三式戦2                                            |
| 1945年5月3日  | 振天隊 帰一隊 | 99艦爆4 97艦攻2 天山4                                        | 誠第35・第123飛行隊 第17・第20戦隊                                                                                           | 一式戦5 二式複戦1 三式戦4 四式戦5                  |
| 1945年5月4日  | 第7神雷攻撃隊 第5神剣隊 琴平水心隊 第1魁隊 第2正気隊 白鷺揚武隊 八幡揚武隊 振天隊 忠誠隊 第17大義隊                                                                                              | 零戦41 彗星4 99艦爆3 97艦攻10 一式陸攻・桜花7 水偵28         | 第18・第19・第20・第24・第42・第60・第66・第77・第78・第105・第106・第109振武隊 誠第34・第120・第123飛行隊 第19・第105戦隊   | 97式戦16 一式戦7 二式複戦1 三式戦4 四式戦15        |
| 1945年5月6日  | |                                                              | 第49・第51・第55・第56振武隊                                                                                                 | 一式戦4 三式戦7                                    |
| 1945年5月9日  | 忠誠隊 振天隊 第18大義隊 | 零戦7 彗星2 99艦爆2 96艦爆3                                  | 誠第33・第34・第35・第123飛行隊                                                                                              | 二式複戦1 四式戦3                                  |
| 1945年5月11日 | 第8神雷攻撃隊 第9銀河隊 菊水雷桜隊 第6神剣隊 第10建武隊 第7昭和隊 第5筑波隊 第7七生隊 第2魁隊 | 零戦37 天山10 一式陸攻・桜花4 銀河8 水偵6                    | 第41・第44・第49・第51・第52・第55・第56・第60・第61・第65・第70・第76・第78振武隊                                           | 97式戦8 一式戦16 三式戦6 四式戦6                   |
| 1945年5月12日 | 第3正気隊 | 97艦攻1                                                      | 誠第120・第123飛行隊 | 二式複戦1 四式戦2                                  |
| 1945年5月13日 | 忠誠隊 振天隊 | 97艦攻2 96艦爆6                                              | 誠第26・第31飛行隊 | 一式戦3 99襲3                                      |
| 1945年5月14日 | 第6筑波隊 第11建武隊 第8七生隊 | 零戦28                                                       | 司偵振武隊 | 100司偵3                                           |
| 1945年5月15日 | 忠誠隊 振天隊 | 99艦爆 97艦攻2 96艦爆2                                       | |                                                    |
| 1945年5月17日 | 忠誠隊 | 96艦爆1                                                      | 誠第26・第31飛行隊 | 一式戦4 99軍偵2                                    |
| 1945年5月18日 | |                                                              | 第53振武隊 第19飛行隊 | 一式戦8 三式戦3                                    |
| 1945年5月20日 | |                                                              | 第50振武隊 第204戦隊 | 一式戦14                                           |
| 1945年5月21日 | |                                                              | 誠第34飛行隊 第19・第29戦隊                                                                                                  | 三式戦2 四式戦4                                    |
| 1945年5月24日 | 菊水白菊隊 徳島第1白菊隊 菊水白菊隊 12航2座水偵隊 | 白菊49 水偵2                                                 | 誠第71飛行隊 | 99襲6                                              |
| 1945年5月25日 | 第10銀河隊 第3正統隊 第8神雷攻撃隊 | 99艦爆10 一式陸攻・桜花12 銀河22                             | 第26・第29・第49・第50・第52・第54・第55・第56・第57・第58・第60・第61・第66・第70・第78・第105・第432・第433振武隊 第62戦隊 | 97式戦7 一式戦14 三式戦10 四式戦25 99高練7 四式重2 |
| 1945年5月26日 | |                                                              | 第21・第78・第110振武隊 | 97式戦7 一式戦1                                    |
| 1945年5月27日 | 菊水白菊隊 | 白菊20                                                       | 第72・第431振武隊 | 97式戦5 99襲9                                      |
| 1945年5月28日 | 徳島第2白菊隊 琴平水心隊 | 白菊11 水偵15                                                | 第45・第48・第50・第51・第52・第54・第55・第58・第59・第70・第213・第431・第432・第433振武隊                                 | 一式戦10 二式複戦10 三式戦4 四式戦4 99高練17       |
| 1945年5月29日 | 徳島第3白菊隊 振天隊 | 白菊5 97艦攻2                                                | 第20戦隊 誠第15飛行隊 | 一式戦5 99双軽9                                    |
| 1945年5月31日 | |                                                              | 誠第15飛行隊 | 99双軽1                                            |
| 1945年6月1日  | |                                                              | 第20戦隊 第433振武隊 | 一式戦2 2式高練1                                   |
| 1945年6月3日  | 第4正統隊 | 99艦爆6                                                      | 第44・第48・第111・第112・第214・第431振武隊                                                                                 | 97式戦22 一式戦5                                   |
| 1945年6月5日  | |                                                              | 第17戦隊 | 三式戦4                                            |
| 1945年6月6日  | |                                                              | 第20・第29戦隊 誠第33飛行隊 第54・第104・第113・第159・第160・第165振武隊                                                    | 97式戦10 一式戦4 三式戦14 四式戦4 99襲1            |
| 1945年6月7日  | 第21大義隊 | 零戦7                                                        | 第63振武隊 | 99襲6                                              |
| 1945年6月8日  | |                                                              | 第48・第53・第59・第141・第144振武隊                                                                                         | 一式戦7 四式戦6                                    |
| 1945年6月10日 | |                                                              | 第112・第214振武隊 | 97式戦3                                            |
| 1945年6月11日 | |                                                              | 第56・第64・第144・第159・第215振武隊                                                                                        | 97式戦1 一式戦1 三式戦2 99襲9                      |
| 1945年6月21日 | 菊水第2白菊隊 徳島第4白菊隊 第12航戦水偵隊 | 白菊16 水偵8                                                 | 第26振武隊 | 四式戦4                                            |
| 1945年6月22日 | 第10神雷攻撃隊 第1神雷爆戦隊 | 一式陸攻・桜花6 零戦8                                        | 第27・第179振武隊 | 四式戦11                                           |
| 1945年6月25日 | 菊水第3白菊隊 徳島第5白菊隊 第12航戦水偵隊 琴平水偵隊 | 白菊14 水偵11                                                | |                                                    |
| 1945年6月27日 | 琴平水偵隊 | 水偵1                                                        | |                                                    |
| 1945年6月28日 | 琴平水偵隊 | 水偵1                                                        | |                                                    |
| 1945年7月1日  | |                                                              | 第180振武隊 | 四式戦2                                            |
| 1945年7月3日  | 第12航戦水偵隊 | 水偵1                                                        | |                                                    |
| 1945年7月19日 | |                                                              | 誠第31・第71飛行隊 第204戦隊                                                                                                 | 一式戦4 99襲2                                      |
| 1945年7月25日 | 第7御盾隊1次流星隊 | 流星12                                                       | |                                                    |
| 1945年7月29日 | 第3龍虎隊 | 93中練8                                                      | |                                                    |
| 1945年7月30日 | 第3龍虎隊 | 93中練3                                                      | |                                                    |
| 1945年8月9日  | 第4御盾隊 第7御盾隊2次流星隊 | 彗星15 流星12                                                | |                                                    |
| 1945年8月11日 | 第2神雷爆戦隊 | 零戦5                                                        | |                                                    |
| 1945年8月13日 | 第4御盾隊 第7御盾隊3次流星隊 | 彗星4 流星4                                                  | |                                                    |
| 1945年8月15日 | 第4御盾隊 第7御盾隊4次流星隊 宇垣長官彗星隊 | 彗星22 流星1                                                 | |                                                    |

#### 東南アジア方面
| 出撃日        | 海軍所属隊 | 未帰還数 | 陸軍所属隊        | 未帰還数 |
| ------------- | ---------- | -------- | ----------------- | -------- |
| 1945年1月29日 |            |          | 七生皇盾第2飛行隊 | 97式重10 |
| 1945年3月1日  |            |          | 第71中隊          | 99軍偵1  |
| 1945年7月28日 |            |          | 七生照道隊        | 99軍偵3  |